# Хлорид меди(II)

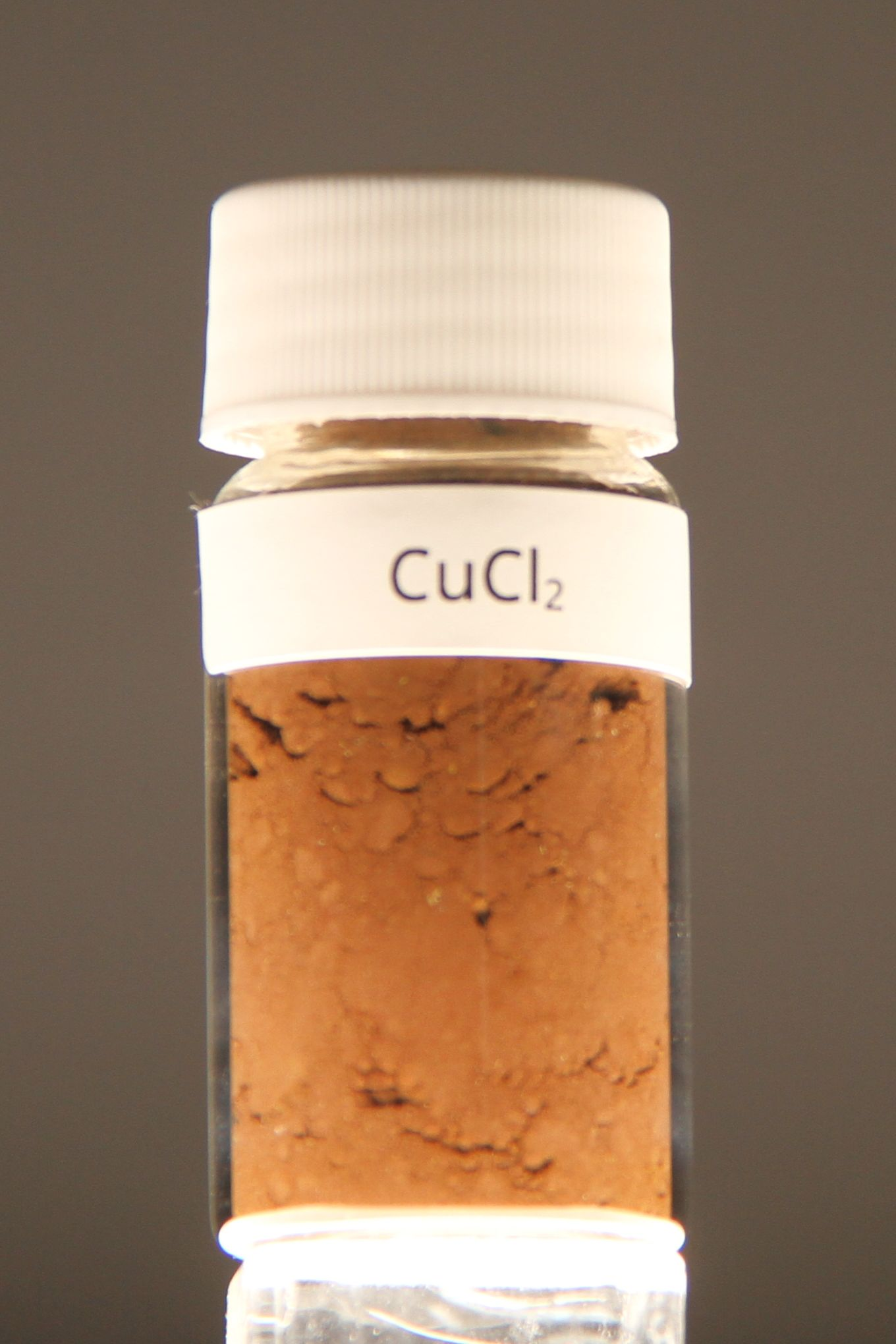
Хлорид меди(II) безводный

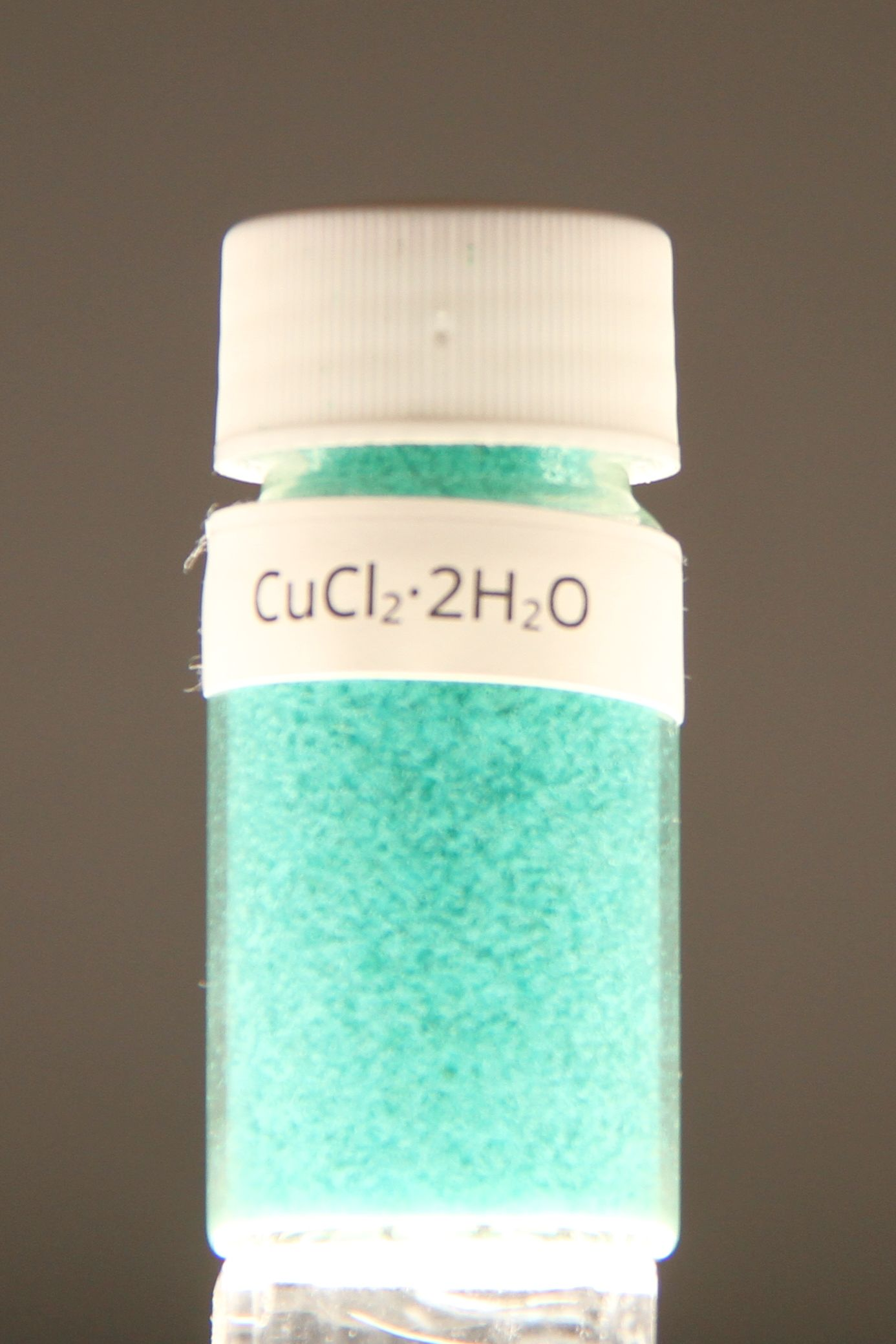
Хлорид меди(II) дигидрат

Хлори́д ме́ди(II) (в просторечии - хло́рная ме́дь, химическая формула — CuCl2) — неорганическая бинарная медная соль соляной кислоты (может рассматриваться как медный галогенид). 
При стандартных условиях, хлорид меди(II) — голубовато-зелёные кристаллы без запаха.
Образует кристаллогидраты вида CuCl2·nH2O.

## Физические свойства
Хлорид меди(II) при стандартных условиях представляет собой голубовато-зелёные кристаллы моноклинной сингонии, пространственная группа I 2/m, параметры ячейки a = 0,670 нм, b = 0,330 нм, c = 0,667 нм, β = 118,38°, Z = 2[уточнить].
При кристаллизации из водных растворов образует кристаллогидраты, состав которых зависит от температуры кристаллизации. При температуре ниже 117 °C образуется CuCl2·H2O, при Т<42°С — CuCl2·2H2O, при Т<26°С — CuCl2·3H2O, при Т<15°С — CuCl2·4H2O.
Наиболее изученный — дигидрат хлорида меди(II) — зелёные кристаллы, очень гигроскопичные, плавятся в кристаллизационной воде при 110 °C. Параметры решетки: ромбическая сингония, пространственная группа P bmn, параметры ячейки a = 0,738 нм, b = 0,804 нм, c = 0,372 нм, Z = 2.
Хорошо растворим в воде (77 г/100 мл), этаноле (53 г/100 мл), метаноле (68 г/100 мл), ацетоне. Легко восстанавливается до Cu1+ и Сu0. Токсичен.

## Химические свойства
1) Взаимодействие с щелочами с образованием нерастворимого основания и растворимой соли:
{\displaystyle {\ce {CuCl2 + 2 NaOH -> Cu(OH)2 v + 2 NaCl}}}
2) Взаимодействие с металлами, стоящими в электрохимическом ряду напряжений металлов левее меди, например с цинком:
{\displaystyle {\ce {CuCl2 + Zn -> ZnCl2 + Cu v}}}
3) Реакции ионного обмена с другими солями (при условии, если образуется нерастворимое вещество или газ):
{\displaystyle {\ce {CuCl2 + 2 AgNO3 -> Cu(NO3)2 + 2 AgCl v}}}
4) Взаимодействие с элементарной медью в солянокислом растворе при нагревании, с образованием хлорида меди(I), постепенно переходящего в бесцветный комплекс дихлорокупрата(I) водорода:
{\displaystyle {\ce {CuCl2 + 2Cu -> 2CuCl v}}}
{\displaystyle {\ce {CuCl + HCl -> H[CuCl2]}}}
При добавлении воды комплекс разрушается, образуя белую взвесь хлорида меди(I), постепенно темнеющую во влажном воздухе из-за окисления.
5) Взаимодействует с хлоридами, образуя гексахлородикупраты(II), иногда именуемые трихлорокупраты(II) и тетрахлорокупраты(II):
{\displaystyle {\ce {2CuCl2 + 2Cl^- <=> [Cu2Cl6]^2-}}}
{\displaystyle {\ce {CuCl2 + 2Cl^- <=> [CuCl4]^2-}}}
Например, возможно образование гексахлородикупратов(II) и тетрахлорокупратов(II) (при смешении веществ в соответствующих стехиометрических отношениях):
{\displaystyle {\ce {2CuCl2 + 2KCl -> K2[Cu2Cl6]}}}
{\displaystyle {\ce {CuCl2 + 2NaCl -> Na2[CuCl4]}}}
6) При сильном нагревании, вещество переходит в хлорид меди(I), отщепляя хлор:
{\displaystyle {\ce {2CuCl2 -> 2CuCl + Cl2 ^}}}
7) Является слабым окислителем. Например, способен окислять оксид серы(IV) до серной кислоты:
{\displaystyle {\ce {2CuCl2 + SO2 + 2H2O -> 2CuCl + 2HCl + H2SO4}}}
8) Является катализатором в некоторых органических и неорганических реакциях. Например, в окислении хлороводорода кислородом:
{\displaystyle {\ce {4HCl + O2 ->[t, CuCl2] 2Cl2 + 2H2O}}}

## Получение
В природе дигидрат хлорида меди(II) CuCl2·2H2O встречается в виде редкого минерала эрнохальцита (кристаллы синего цвета).
Промышленные способы получения хлорида меди(II):
1) Хлорирование сульфида меди(II):
{\displaystyle {\ce {CuS + Cl2 ->[300-400^oC] CuCl2 + S}}}
или хлорирующий обжиг:
{\displaystyle {\ce {CuS + 2NaCl + 2O2 ->[350-360^oC] CuCl2 + Na2SO4}}}
Лабораторные способы получения хлорида меди(II):
1) Взаимодействие металлической меди и хлора:
{\displaystyle {\ce {Cu + Cl2 -> CuCl2}}}
2) Взаимодействие оксида меди(II) с соляной кислотой:
{\displaystyle {\ce {CuO + 2 HCl -> CuCl2 + H2O}}}
3) Взаимодействие гидроксида меди(II) с соляной кислотой (реакция нейтрализации):
{\displaystyle {\ce {Cu(OH)2 + 2 HCl -> CuCl2 + 2 H2O}}}
4) Взаимодействие карбоната меди с соляной кислотой:
{\displaystyle {\ce {CuCO3 + 2 HCl -> CuCl2 + CO2 ^ + H2O}}}
5) Растворение меди в царской водке:
{\displaystyle {\ce {3Cu + 2HNO3 + 6HCl ->[30-50^oC] 3CuCl2 + 2NO ^ + 4H2O}}}
6) Взаимодействие сульфата меди(II) и хлорида натрия (реакция обратима, равновесие может быть смещено вправо при сильном охлаждении)):
{\displaystyle {\ce {CuSO4 + 2NaCl <=> CuCl2 + Na2SO4 v}}}
7) Взаимодействием хлорида бария и сульфата меди(II):
{\displaystyle {\ce {BaCl2 + CuSO4 -> CuCl2 + BaSO4 v}}}

## Применение
- Меднение металлов (покрытие металлов тонким слоем меди);
- Катализатор для крекинга;
- Декарбоксилирование;
- Протрава при крашении тканей.

## Безопасность
Хлорид меди(II) высокотоксичен. Представляет угрозу для окружающей среды. При пероральном потреблении в больших дозах может вызвать отравление медью, сопровождающееся головной болью, диареей, падением кровяного давления и жаром.